# Dicymbium libidinosum
Dicymbium libidinosum är en spindelart som först beskrevs av Kulczynski 1926.  Dicymbium libidinosum ingår i släktet Dicymbium och familjen täckvävarspindlar. Inga underarter finns listade i Catalogue of Life.